# Бужаровский сельский округ
Бужаровский сельский округ — упразднённая административно-территориальная единица, существовавшая на территории Истринского района Московской области в 1994—2006 годах.
Бужаровский сельсовет был образован в первые годы советской власти. По данным 1919 года он входил в состав Лучинской волости Звенигородского уезда Московской губернии.
14 января 1921 года Лучинская волость была передана в Воскресенский уезд.
В 1923 году к Бужаровскому с/с был присоединён Ефимоновский с/с, но в 1927 году он был выделен обратно.
По данным 1926 года в состав сельсовета входило село Бужарово, деревни Ефимоново и Михайловка, а также 32-я лесная школа.
В 1929 году Бужаровский с/с был отнесён к Воскресенскому району Московского округа Московской области.
31 августа 1930 года Воскресенский район был переименован в Истринский.
17 июля 1939 года к Бужаровскому с/с были присоединены селения Савкино, Сафонтьево и Скориково упразднённого Максимовского с/с, а также Горковский (селения Горки и Раково) и Ефимоновский (селения Бабкино, Ефимоново и Михайловка) с/с целиком. Тогда же из Алехновского с/с в Бужаровский были переданы селения Большое Ушаково, Ламишино и посёлок плотины им. Куйбышева.
14 июня 1954 года к Бужаровскому с/с были присоединены Алехновский и Синевский сельсоветы.
7 декабря 1957 года Истринский район был упразднён и Бужаровский с/с был передан в Красногорский район.
28 июля 1960 года Бужаровский с/с был передан в восстановленный Истринский район.
1 февраля 1963 года Истринский район был упразднён и Бужаровский с/с вошёл в Солнечногорский сельский район.
31 августа 1963 года из упразднённого Савельевского с/с в Бужаровский с/с были переданы селения Верхуртово, Граворново, Зыково, Леоново, Лыщёво, Мазилово, Никитское, Родионцево и Ушаково.
11 января 1965 года Бужаровский с/с был возвращён в восстановленный Истринский район.
3 февраля 1994 года Бужаровский с/с был преобразован в Бужаровский сельский округ.
В ходе муниципальной реформы 2004—2005 годов Бужаровский сельский округ прекратил своё существование как муниципальная единица. При этом все его населённые пункты были переданы в сельское поселение Бужаровское.
29 ноября 2006 года Бужаровский сельский округ исключён из учётных данных административно-территориальных и территориальных единиц Московской области.